# 朱奇民
朱奇民（1918年12月—2006年10月16日），男，山东峄县人，中华人民共和国政治人物，曾任山东省革命委员会副主任，山东省人民政府副省长，第五届全国人大代表。